# Filippa Knutsson
Filippa Martina Knutsson, under en period Kihlborg, född 12 november 1965 i Stockholm, är en svensk modedesigner som driver och äger modevarumärket Filippa K med sin före detta make Patrik Kihlborg. 1997 tilldelades märket Damernas Världs designpris Guldknappen.
Filippa Knutsson är dotter till Lasse Knutsson, som drev modekedjan Gul & Blå, och konstnären Martina Clason. Sedan 1993 driver hon företaget Filippa K.
År 2008 tilldelades hon Gunilla Arhéns Förebildspris. År 2010 tilldelades hon Kungliga Patriotiska Sällskapets Näringslivsmedalj för framstående entreprenörskap som bidragit till svenskt näringslivs utveckling.